# Phygadeuon exannulatus
Phygadeuon exannulatus är en stekelart som först beskrevs av Gabriel Strobl 1904.  Phygadeuon exannulatus ingår i släktet Phygadeuon och familjen brokparasitsteklar. Inga underarter finns listade i Catalogue of Life.